# 치춘현

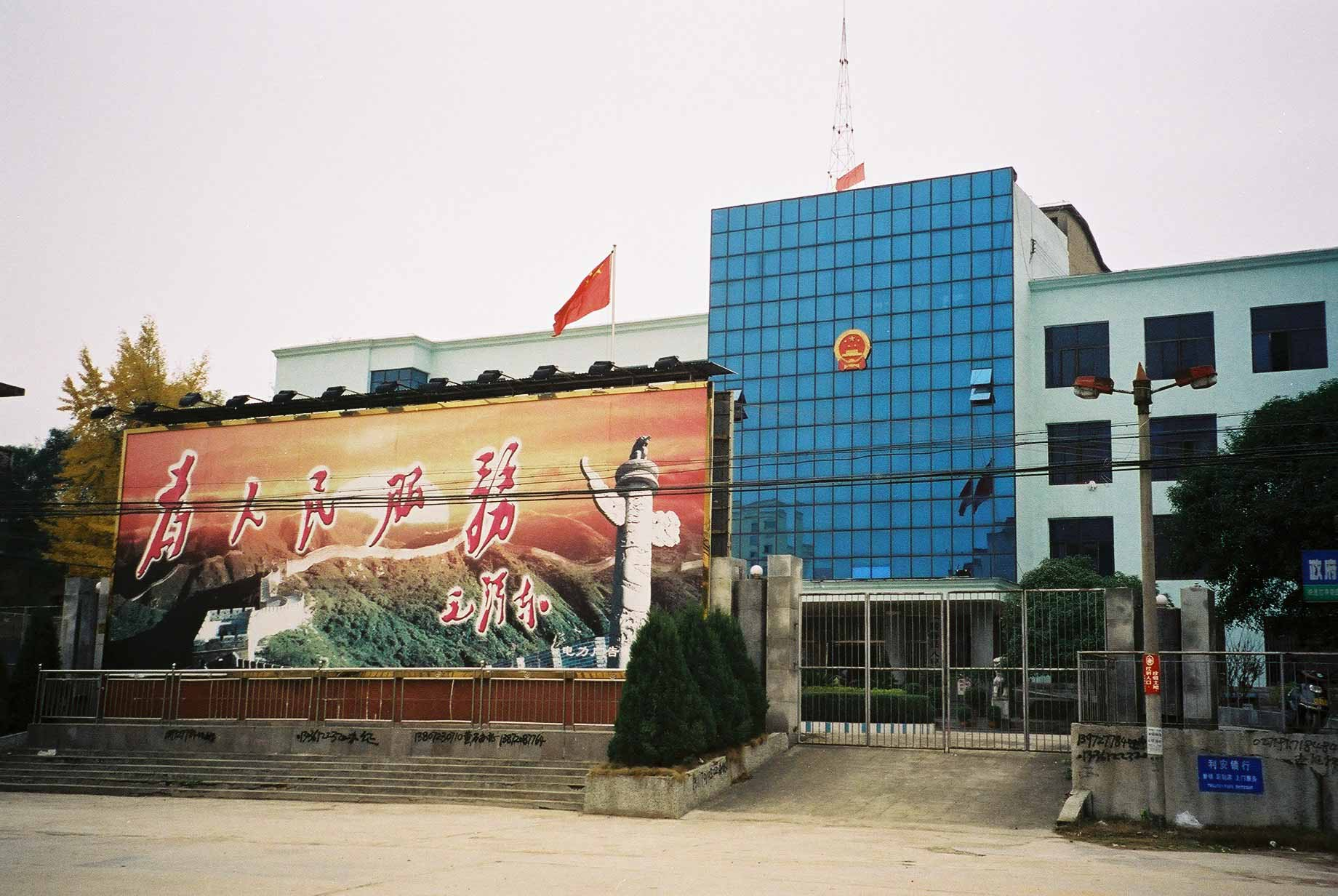

치춘현(한국어: 기춘현, 중국어 간체자: 蕲春县, 정체자: 蘄春縣, 병음: Qíchūn Xiàn)은 중화인민공화국 후베이성 황강 시의 현급 행정구역이다. 넓이는 2398km2이고, 인구는 2007년 기준으로 980,000명이다.
치춘은 유명한 약초학자 이시진의 출생지로 그는 현 남쪽 가장 자리의 장강 연안에 위치한 치저우 진(蕲州镇)에서 태어나고 자랐다.
치춘 현은 400명이 넘는 교수와 의사를 배출해 중국 내에서 "학자의 현"으로 알려져 있다.

## 역사
치춘은 BC201년 경에 세워진 곳으로 알려져 있다. 전략적인 위치 덕분에 역사적으로 치춘은 진추(이 지방의 고대 이름)의 요지로 언급되었다.
몇 세기 후에 삼국시대에 기춘(치춘)은 위나라와 오나라의 주요 전장이었다. 희구(戱口)의 수비 장수 진종(晉宗)이 장수 오왕을 죽이고 병사들을 이끌고 모반하여 위나라로 들어갔다. 위나라는 그를 기춘 태수로 임명했는데, 그 이후 진종은 변방지역을 여러 차례 침범했다.
223년 6월, 손권은 장군 하제(賀齊)에게 명하여 미방과 유소(劉邵) 등을 지휘하여 기춘을 습격하도록 했다. 유소 등이 진종을 생포했다.

## 지리
치춘의 면적은 2,400 km2이고 이 중 560 km2가 경지이다. 치춘에는 수 백개의 호수가 있고 대부분 양식업에 사용되며 총 면적은 310 km2에 이른다. 1,040 km2가 숲으로 덮여있다(아마도 나머지 490 km2은 산지에 해당할 것이다).
지역의 기후는 온난습윤기후로 분류되며 사계절이 뚜렷하고 강수량이 풍부하여 연평균 강수량은 1340mm 정도이다. 장강에 홍수가 나면 치춘 현 또한 홍수가 난다.

### 기후
| Qichun (1981−2010)의 기후                      | Qichun (1981−2010)의 기후 | Qichun (1981−2010)의 기후 | Qichun (1981−2010)의 기후 | Qichun (1981−2010)의 기후 | Qichun (1981−2010)의 기후 | Qichun (1981−2010)의 기후 | Qichun (1981−2010)의 기후 | Qichun (1981−2010)의 기후 | Qichun (1981−2010)의 기후 | Qichun (1981−2010)의 기후 | Qichun (1981−2010)의 기후 | Qichun (1981−2010)의 기후 | Qichun (1981−2010)의 기후 |
| 월                                             | 1월                       | 2월                       | 3월                       | 4월                       | 5월                       | 6월                       | 7월                       | 8월                       | 9월                       | 10월                      | 11월                      | 12월                      | 연간                      |
| ---------------------------------------------- | ------------------------- | ------------------------- | ------------------------- | ------------------------- | ------------------------- | ------------------------- | ------------------------- | ------------------------- | ------------------------- | ------------------------- | ------------------------- | ------------------------- | ------------------------- |
| 역대 최고 기온 °C (°F)                         | 22.1 (71.8)               | 27.3 (81.1)               | 32.4 (90.3)               | 33.7 (92.7)               | 36.3 (97.3)               | 38.3 (100.9)              | 40.6 (105.1)              | 41.2 (106.2)              | 38.9 (102.0)              | 35.7 (96.3)               | 30.8 (87.4)               | 24.1 (75.4)               | 41.2 (106.2)              |
| 일평균 최고 기온 °C (°F)                       | 8.4 (47.1)                | 10.9 (51.6)               | 15.3 (59.5)               | 22.0 (71.6)               | 27.2 (81.0)               | 29.9 (85.8)               | 33.6 (92.5)               | 33.2 (91.8)               | 29.2 (84.6)               | 23.7 (74.7)               | 17.4 (63.3)               | 11.4 (52.5)               | 21.8 (71.3)               |
| 일일 평균 기온 °C (°F)                         | 4.3 (39.7)                | 6.8 (44.2)                | 10.9 (51.6)               | 17.3 (63.1)               | 22.5 (72.5)               | 25.8 (78.4)               | 29.2 (84.6)               | 28.5 (83.3)               | 24.3 (75.7)               | 18.5 (65.3)               | 12.1 (53.8)               | 6.4 (43.5)                | 17.2 (63.0)               |
| 일평균 최저 기온 °C (°F)                       | 1.5 (34.7)                | 3.7 (38.7)                | 7.6 (45.7)                | 13.5 (56.3)               | 18.6 (65.5)               | 22.4 (72.3)               | 25.7 (78.3)               | 25.0 (77.0)               | 20.7 (69.3)               | 14.7 (58.5)               | 8.3 (46.9)                | 2.9 (37.2)                | 13.7 (56.7)               |
| 역대 최저 기온 °C (°F)                         | −6.6 (20.1)               | −5.4 (22.3)               | −3.0 (26.6)               | 2.7 (36.9)                | 9.0 (48.2)                | 12.7 (54.9)               | 18.3 (64.9)               | 17.8 (64.0)               | 10.7 (51.3)               | 2.5 (36.5)                | −1.7 (28.9)               | −9.4 (15.1)               | −9.4 (15.1)               |
| 평균 강수량 mm (인치)                          | 62.8 (2.47)               | 79.2 (3.12)               | 120.5 (4.74)              | 159.0 (6.26)              | 166.4 (6.55)              | 222.2 (8.75)              | 213.1 (8.39)              | 130.8 (5.15)              | 84.8 (3.34)               | 74.2 (2.92)               | 67.0 (2.64)               | 37.9 (1.49)               | 1,417.9 (55.82)           |
| 평균 상대 습도 (%)                             | 80                        | 79                        | 78                        | 77                        | 76                        | 80                        | 77                        | 78                        | 77                        | 77                        | 77                        | 76                        | 78                        |
| 출처: China Meteorological Data Service Center |                           |                           |                           |                           |                           |                           |                           |                           |                           |                           |                           |                           |                           |

## 경제
치저우를 중심으로 한 약초 산업은 치춘 현 경제의 가장 큰 부분을 차지한다. 약 20만 명의 약초 농부들이 치춘 현에 살고 있다. 그 종류는 700가지가 넘는다. 지역 약초 도매 시장은 중국에서 세 번째 규모로 연간 교역량은 800만 위안(2006년 기준, 약 117만 달러)이 넘는다.

## 행정 구역
13개 진, 1개 향을 관할한다.
- 진: 漕河镇, 赤东镇, 蕲州镇, 管窑镇, 横车镇, 彭思镇, 株林镇, 刘河镇, 狮子镇, 青石镇, 张塝镇, 檀林镇, 大同镇.
- 향: 向桥乡.